# Вайклеф Жан
Вайклеф Жан (англ. Wyclef Jean; нар. 17 жовтня 1970, Круа-де-Буке, Гаїті) — американський хіп-хоп виконавець.

## Біографія
Дитинство провів на Гаїті. Син пастора Церкви Назарянина. Був названий на честь середньовічного реформатора Джона Вікліфа. Коли Вайкліфу було дев'ять років, його сім'я переїхала в Бруклін, а пізніше — в Нью-Джерсі.
Музична кар'єра Вайклеф почалася з участі в хіп-хоп тріо The Fugees, де його партнерами були Лорін Гілл і двоюрідний брат Прас Мішель. Найвищим досягненням дебютного альбому The Fugees Blunted on Reality стало 49 місце в Billboard Hot 100, в світі було продано більш ніж 2 мільйони його копій.
У 1997 році Вайклеф випустив перший сольний альбом «The Carnival». Випущений у 2000 році другий сольний альбом The Ecleftic: 2 Sides II a Book був записаний із запрошеними виконавцями, в їх числі: Юссу Н'Дур, Earth, Wind & Fire, Кенні Роджерс; Двейн Джонсон і Мері Джей Блайдж. З Блайдж Вайкліф випустив сингл «911». У 2000 році Вайкліф був включений в номінацію MTV Europe Music Awards «Найкращий хіп-хоповий артист».
Ілюструючи своє утопічне уявлення про братерство людей з усього світу, Вайклеф випускає еклектичні записи з елементами найрізноманітніших стилів, серед яких переважає традиційне для Гаїті регі. Він ніколи не розривав зв'язків зі своїм рідним островом і офіційно є його «послом доброї волі» за кордоном.
Продюсував записи Вітні Х'юстон, Карлоса Сантани та жіночої групи Destiny's Child. У 2006 році він в дуеті з Шакірою записав танцювальну композицію «Hips Don't Lie», яка очолила більшість хіт-парадів світу, включаючи Billboard Hot 100.
У 2010 році він планував взяти участь у президентських виборах у Гаїті, але Центрвиборчком Гаїті відмовив йому в реєстрації. Вайклеф заявив, що, хоча він і не згоден з рішенням Центрвиборчкому, але приймає його і закликає своїх прихильників зробити те ж.